# Hárspatak (Ausztria)
Hárspatak (németül: Limbach im Burgenland) Kukmér településrésze, egykor önálló község Ausztriában Burgenland tartományban a Németújvári járásban.

## Fekvése
Németújvártól 12 km-re északnyugatra a Zickenbach partján fekszik.

## Története
A települést 1346-ban említik először. 1428-ban "Lympach", 1444-ben "Lympah", 1455-ben "Poss. Warrani alias Limpach" alakban szerepel a korabeli forrásokban. 1428-ban Girolti Jánosnak 11 adózó jobbágy portája volt itt. Az 1698-as egyházi vizitáció szerint a falu temploma Felsőújfalu filiája. 1754-ben az egyházközségnek csak egy haranglába állt itt. A mai templomot 1835-ben építették.
Vályi András szerint "LIMPACH. Német, és tót falu Vas Várm. földes Ura G. Pálfy Uraság, lakosai katolikusok, fekszik Kukmérnek szomszédságában, és annak filiája, földgye nem igen termékeny, többnyire hegyes, és a’ záporok is járják, szőlei jó borokat teremnek."
Fényes Elek szerint "Limbach, német falu, Vas vármegyében: 388 kath., 295 evang. lak. Szőlőhegy. Erdő. F. u. h. Batthyáni. Ut. posta Fürstenfeld."
Vas vármegye monográfiája szerint "Hárspatak, 133 házzal és 762 r. kath. és ág. ev. vallású, németajkú lakossal. Postája Kukmér, távírója Német-Ujvár. Kath. templomát Ernuszt Mátyás építtette 1834-ben. Lakosai a kosár- és kocsikas-fonást iparszerűleg űzik."
1910-ben 705, túlnyomórészt német lakosa volt. A trianoni békeszerződésig Vas vármegye Németújvári járásához tartozott. 1971-ben közigazgatásilag Kukmérhoz csatolták.

## Nevezetességei
- A Sarlósboldogasszony tiszteletére szentelt római katolikus temploma 1834-ben épült. 1973-ban restaurálták.
- Evangélikus imaház.

## Külső hivatkozások
- Hárspatak weboldala
- Kukmér hivatalos oldala
- Hárspatak a dél-burgenlandi települések honlapján